# Constantino (filho de Leão V)
Simbácio (em grego: Συμβάτιος; romaniz.: Symbatios, do armênio Smbat), Sabácio (em grego: Σαββάτιος; romaniz.: Sabbatios) ou Sambates (Σαμβάτης) em algumas fontes, foi o filho mais velho do imperador bizantino Leão V, o Armênio (r. 813–820). Logo após a coroação de seu pai, foi coroado co-imperador e renomeado Constantino (Κωνσταντίνος). Reinou nominalmente junto com seu pai até a deposição final dele em 820, após a qual foi exilado para Prote como um monge.

## Biografia

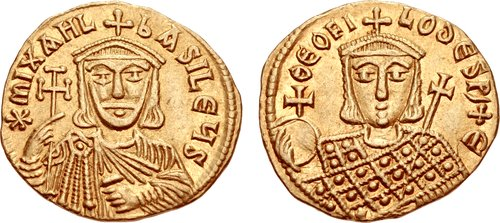
Soldo de r. e seu filho Teófilo

Simbácio foi o filho mais velho de Leão e sua esposa, Teodósia (r. 813–820). Como era criança no tempo da ascensão de seu pai, nasceu em algum momento entre 800 e 810. O imperador anterior, Miguel I Rangabe (r. 811–813), foi provavelmente padrinho do garoto. Após Leão depor Miguel I e ascender ao trono no Natal de 813, o jovem Simbácio foi coroado co-imperador e renomeado Constantino. O último nome não foi escolhido aleatoriamente: além de ser um tradicional nome imperial bizantino, as tropas reunidas agora publicamente aclamaram os imperadores "Leão e Constantino", evocando abertamente o imperador iconoclasta Leão III, o Isauro (r. 717–741) e seu filho Constantino V Coprônimo (r. 741–775). Isto foi uma clara declaração de intensões, não só contra inimigos externos como os búlgaros, a quem Constantino V repetidamente derrotou, mas também no fronte interno, pressagiando a readoção da iconoclastia de Leão como política oficial do Estado.
Em 815, Constantino nominalmente presidiu, como representante de seu pai, sobre um Concílio da Igreja em Constantinopla, que reinstalou a proibição da veneração dos ícones. Após o assassinato de seu pai em 25 de dezembro de 820, Constantino foi banido para a ilha de Prote junto com sua mãe e três irmãos. Lá, os quatro irmãos foram castrados e tonsurados. Eles gastaram o resto dos dias deles como monges, embora o imperador Miguel II, o Amoriano (r. 820–829) permitiu a eles manter parte dos rendimentos dos estados confiscados deles para a manutenção deles e de seus servos.